# Gymnosiphon capitatus
Gymnosiphon capitatus là một loài thực vật có hoa trong họ Burmanniaceae. Loài này được (Benth.) Urb. mô tả khoa học đầu tiên năm 1903.